# Офицерские заёмные капиталы
Офицерские заёмные капиталы —  ссудосберегательное товарищество из которых офицеры и классные чиновники военного ведомства могли получать на необременительных условиях денежные ссуды.

## История
Ещё в середине XVI века Московское правительство было вынуждено решиться на чрезвычайное мероприятие; указом 25 декабря 1557 года служилые люди были освобождены от уплаты процентовна «долги денежные», и уплата их была рассрочена на 5 лет; хлебные же долги было велено «править без наспу», рассрочив их тоже на 5 лет; затем на будущее время был установлен для служилых людей новый «законный рост» — 10 процентов вместо прежних 20 процентов. Однако после этого никаких особых мероприятий в этом отношении не предпринималось до 2-й половины XIX века. В 1868 г. установлена выдача нуждающимся офицерам армейских войск единовременных пособий из особой, ассигнуемой на этот предмет суммы; но мера эта, с одной стороны, ложилась бременем на военный бюджет, с другой — не улучшала благосостояния офицеров и потому через 4 года была отменена. Тогда остановились на идее организации в частях войск ссудосберегательных товариществ, под названием полковых заёмных касс, с двоякою целью: 1) предоставить участникам дешёвый кредит и 2) дать им возможность путём небольших ежемесячных взносов сберечь к концу службы некоторый капитал. 1 января 1872 г. было повелено, прекратив выдачу установленных в 1868 г. пособий, образовать во всех частях войск полковые заёмные кассы; на заведение их обратили первоначально 25 процентов ассигнуемой на пособия суммы; 6 января 1873 г. утверждены первые правила выдачи ссуд из заёмных касс, переименованных затем в офицерские заёмные капиталы; 5-летний опыт существования касс дал богатый материал, на основании которого составлено в 1878 г. новое положение об Офицерских заёмных капиталах, объявленное 28 сентября 1878 года; дальнейший опыт указал на необходимость переработки положения, и в 1890 г. стало действовать новое положение, которое в 1897 г. распространено и на казачьи войска. Офицерские заёмные капиталы обязательно учреждаются во всех отдельных частях войск, причём участниками состоят все офицеры части, кроме её командира; прикомандированные офицеры, классные чиновники и священники, a также служащие в частях, не имеющих капиталов, могут быть только добровольными участниками. Офицерские заёмные капиталы могут быть учреждаемы также в штабах, управления, заведения и учреждения военного ведомства с обязательным участием всех служащих в них офицеров и классных чиновников. Такие капиталы существуют при штабах округов, в окружных инженерных, интендантских, артиллерийских управлениях, в военных академиях, в военных училищах, в военных госпиталях и так далее. Обязательные участники получают ссуды из капитала за круговой порукой всех обязательных участников, a добровольные — под обеспечение залога или поручительство не менее 2-х обязательных участников; обязательные участники выбывают из офицерских заёмных капиталов при уходе из части или при отправлении в постоянные командировки, добровольные участники — во всякое время, если при окончательном расчёте не остаются должны.

## Состав
Офицерские заёмные капиталы состоит из запасного фонда и собственных вкладов участников; вклады разделяются на обязательные и добровольные, первые образуются из установленных ежемесячных взносов, a вторые — из добровольных, сверх обязательных, взносов.